# Walther Jahn
Heinrich Walther Jahn (* 1. November 1853 in Gera; † 12. Dezember 1912 in Halle (Saale)) war ein deutscher Verwaltungsbeamter und Politiker (NLP).

## Leben
Jahn war der Sohn des Schuhmachermeisters Gustav Hermann Jahn und dessen Ehefrau Wilhelmine Ernestine geborene Giebner. Er war evangelisch-lutherischer Konfession und heiratete am 17. November 1874 in Greiz Lina Rausch (* 10. Juli 1854 in Greiz; † 13. Juli 1942 ebenda), die zweite Tochter des Schleifers und Siebmachers Johann Wendelin Rausch. Der gemeinsame Sohn Ernst wurde ebenfalls Landtagsabgeordneter.
Jahn besuchte 1863 bis 1870 das Rutheneum und ging als Obertertianer ab. Danach war er bis Oktober 1870 Ratskopist in Gera und dann bis zum 16. April 1871 Kanzlist im Baubüro der Gera-Eichichter Eisenbahn. Im folgenden Jahr war er Regist und Expedient in der Eisenbahndirektion. Im Mai 1872 wurde er zum Registrator befördert. Nebenamtlich war er für die Hofdruckerei von Otto Henning tätig. 1872 zog er von Gera nach Greiz um. Nach dem Verkauf der Gera-Eichichter Eisenbahn an Sachsen wechselte Jahn zum 15. Juli 1876 in den Staatsdienst von Reuß älterer Linie und wurde Aktuar am Justizamt Greiz II. Zum 1. August 1876 wurde er als Aktuar mit Titel "Zweiter Beamter" an das Justizamt Burgk versetzt. Dort war er für die Verwaltung der Bezirkssteuereinnahme, Steuer-Rezeptur und Tanzgeldeinnahme verantwortlich. Mit der Bildung des Amtsgerichts Greiz am 1. Oktober 1879 wurde er dort Gerichtsschreiber. In gleicher Funktion war er ab 1884 beim Landratsamt Greiz tätig. Im Folgejahr wurde er Polizeiaktuar mit dem Titel "Landratsamtssekretär". Am 15. Februar 1887 wurde er Landesrentenbankpräsident in Greiz und gleichzeitig Vorstand des Katasterbüros und anderer Behörden.
Er vertrat nationalliberale Positionen. Vom 29. November bis zum 24. Dezember 1888 und am 29. Januar 1890 gehörte er als Stellvertreter von Alfred August Mortag dem Greizer Landtag an. Von 1890 bis zu seinem Tod 1912 war er gewählter Abgeordneter für den Wahlkreis AW 6. Von 1909 bis zu seinem Tod war er dort Alterspräsident, vom 3. Juni bis 16. Juli 1912 war er Landtagsvizepräsident. Nachfolger im Landrat war Paul Kiß.